# Oscar Chirinos
Oscar Chirinos Alanoca (Machacamarca, Bolivia; 23 de octubre de 1977) es un abogado, mecánico, diputado y político boliviano.

## Biografía
Oscar Chirinos nació en la localidad de Machacamarca del Departamento de Oruro el 23 de octubre de 1977. Hizo sus estudios primarios y secundarios en su pueblo natal. Continuo con sus estudios superiores ingresando a la Escuela Don Bosco, graduándose años después como técnico en mecánica industrial. Estudio también la carrera de derecho, graduándose como abogado.

## Vida política
Chirinos comenzó su vida política cuando fue dirigente estudiantil de secundaria y nivel superior. Durante su vida laboral trabajó como artesano para luego ocupar el cargo de gerente general de artesanías bolivianas de la ciudad de La Paz. 
Mientras se encontraba desempeñando el cargo de vicepresidente regional del partido político del Movimiento al Socialismo en la ciudad de El Alto, fue postulado en 2005 por diferentes organizaciones sociales de esa urbe, al cargo de diputado uninominal representando a la circunscripción 14. Chirinos ganó el cargo en las Elecciones generales de Bolivia de 2005 posesionándose en el cargo el 22 de enero de 2006 y dejando el puesto el 23 de enero de 2010. Cabe destacar también que Chirinos, con sus 28 años de edad, fue el diputado más joven durante la legislatura boliviana de 2006-2010.
Ocupó también en 2006 el cargo de primer secretario de la cámara de Diputados de Bolivia, fue vocal de la comisión de participación popular y la comisión social. Fue también uno de los fundadores del partido Movimiento por la soberanía (MPS).
En mayo de 2006 fue denunciado por cobros ilegales que Chirinos estaba haciendo a las secretarias Martha Isabel Condori y Primitiva Chávez con el objetivo de recuperar el dinero que este había gastado durante su campaña política.
En marzo de 2015, postuló al cargo de alcalde de la ciudad de El Alto, pero sin éxito.